# Julius Langbehn
August Julius Langbehn (Haderslev, 1851 – Rosenheim, 1907) è stato uno storico dell'arte e filosofo tedesco.
È noto per essere ritenuto da studiosi quali Fritz Stern e George L. Mosse quale un precursore culturale del Terzo Reich.

## Biografia
Nasce ad Hadersleben (oggi Haderslev, all'epoca nello Schleswig tedesco) nel 1851 da un pastore luterano e una casalinga. Dopo essersi arruolato volontario nella guerra franco-prussiana del 1870, conduce studi irregolari a Kiel e a Monaco di Baviera. Nel 1880 si laurea a Monaco con una tesi d'archeologia classica intitolata "Flügelgestalten der ältesten Griechischen Kunst" sotto la guida di Heinrich Brunn. Fallita la carriera accademica (dopo una borsa di studio avuta presso l'Istituto archeologico germanico di Roma), inizia a coltivare i propri propositi di riforma morale della Germania guglielmina. Alla fine del 1889 tenta vanamente di assumere la tutela legale di Friedrich Nietzsche. Nel 1890 pubblica a Dresda anonimamente il proprio capolavoro: "Rembrandt als Erzieher", che conoscerà centinaia di nuove edizioni nei successivi decenni. Il libro è una condanna integrale della modernità tedesca e un tentativo di ritornare alle vere fonti della germanicità, rappresentate - secondo l'autore - dall'arte di Rembrandt. Malgrado la fama del suo libro, Langbehn continua la propria esistenza di irregolare. Pubblica una raccolta di Lied e, insieme al suo discepolo (Benedikt Momme Nissen, un ex pittore che avrebbe poi preso i voti benedettini), girovaga in lungo e in largo per la Germania e l'Europa. Pubblica alcuni scritti d'arte su riviste popolari dell'epoca. Muore di cancro allo stomaco a Rosenheim, in Baviera, nel 1907.

## Opere
- Flügelgestalten der ältesten Griechischen Kunst (Monaco di Baviera 1881);
- Rembrandt als Erzieher (Lipsia 1890);
- Vierzig Lieder (Dresda 1891);
- Dürer als Führer (1928);
- Der Geist des Ganzen (1930);
- Briefe an Bischof Keppler (1937).